# 鴉MAN
鴉MAN（からすマン）は、かずはじめによる日本のヒーローアクション漫画。『週刊少年ジャンプ』（集英社）において、2001年24号から同年40号まで連載された。単行本はジャンプコミックスから全2巻。

## 登場人物

### 主要人物
六堂戒人（リクドウ ジュウト）
璃々（リリ）
岬真桜（ミサキ マオ）

### 特別治安維持機関「SHREC」
高楠司令長官（たかくすしれいちょうかん）
萩里祥子（はぎさと しょうこ）
有坂遊撃部隊員（ありさかゆうげきたいいいん）
三上（みかみ）
石黒執行官（いしぐろしっこうかん）

### 黒焔竜
坂下（さかした）
竹本（たけもと）
刃（ジン）